# 긴테쓰욧카이치역
긴테츠욧카이치역(일본어: 近鉄四日市駅 きんてつよっかいちえき[*])은 일본 미에현 욧카이치시에 있는 긴키 닛폰 철도의 역이다.
본 항목에서는 욧카이치 아스나로 철도의 아스나로욧카이치역(일본어: あすなろう四日市駅)에 대해서도 함께 서술한다.

## 개요
욧카이치시의 중심부에 위치하고 있으며, 평일 기준 1일 491회의 열차가 발착하는 미에현 최대의 터미널 역으로, 이용객 수도 현 내 1위이다.
긴키 닛폰 철도의 나고야 선과 유노야마 선, 욧카이치 아스나로 철도의 우쓰베 선 이 운행하고 있으며, 유노미아 선과 우쓰베 선은 이 역이 기점이다. 또한 욧카이치 아스나로 철도 하치오지 선의 전 열차가 히나가역에서 우쓰베 선을 이용하여 이 역까지 연장 운행하여 실질적으로 총 4개 노선의 열차가 운행하는 형태이다.
2015년 4월 1일에 우쓰베 선과 하치오지 선이 욧카이치 아스나로 철도로 이관되면서 해당 노선의 역명이 "아스나로욧카이치 역"으로 변경되었다.

## 역 구조
긴키 닛폰 철도 나고야 선과 유노야마 선이 사용하는 고가 역사와 욧카이치 이스나로 철도 우쓰베 선이 사용하는 지상 역사로 나뉜다.

### 긴키 닛폰 철도(고가 역사)
3면 6선의 섬식 고가 역이다. 지상 11층, 지하 1층의 역 건물과 연결되어 있으며 개찰구와 대합실은 2층에, 승강장은 3층에 있다. 개찰구는 남, 북 각 1개소가 설치되어 있다.
| 1, 2 | E 긴키 닛폰 철도 나고야 선   | 하행        | 이세나카가와 · 오사카 난바 · 산노미야 · 도바 · 가시코지마 방면 |
| 3, 4 | E 긴키 닛폰 철도 나고야 선   | 상행        | 구와나 · 긴테쓰 나고야 방면                                    |
| 5    | E 긴키 닛폰 철도 나고야 선   | 상행 (급행) | 구와나 · 긴테쓰 나고야 방면                                    |
| 5    | K 긴키 닛폰 철도 유노야마 선 |             | 유노야마온센 역 방면                                           |
| 6    | K 긴키 닛폰 철도 유노야마 선 |             | 유노야마온센 역 방면                                           |

### 욧카이치 아스나로 철도(지상 역사)
1면 2선의 섬식 지상 역으로 유노야마 선 고가 아래에 있다. 개찰구는 승강장의 시작 부분에 있다. 승강장 번호는 긴키 닛폰 철도의 승강장 번호와 연계된다.
| 9, 10 | ■ 욧카이치 아스나로 철도 우쓰베 선 |  | 우쓰베 · 니시히노 방면 |

## 역 주변
미에 현 최대의 상업 지구가 형성되어 있다.
- 긴테쓰 백화점
- 라라 스퀘어 욧카이치
- 욧카이치 돔
- 욧카이치 박물관

## 인접한 역
| 긴키 닛폰 철도 나고야 선           | 긴키 닛폰 철도 나고야 선 | 긴키 닛폰 철도 나고야 선         |
| ---------------------------------- | ------------------------ | -------------------------------- |
| E20 가와라마치 긴테쓰나고야 방면   | ■ 보통                   | 신쇼 E22 이세나카가와 방면       |
| E20 가와라마치 긴테쓰나고야 방면   | ■ 준급                   | 시·종착역                        |
| E17 긴테쓰토미다 긴테쓰나고야 방면 | ■ 급행                   | 시오하마 E24 이세나카가와 방면   |
| E13 구와나 긴테쓰나고야 방면       | ■ 특급                   | 시로코 E31 이세나카가와 방면     |
| E01 긴테쓰나고야 방면              | ■ 특급 '시마카제'        | 이세시 M73 가시코지마 방면       |
| 긴키 닛폰 철도 유노야마 선         |                          |                                  |
| 시·종착역                          | ■ 보통                   | 나카가와라 K22 유노야마온센 방면 |
| 욧카이치 아스나로 철도 우쓰베 선   |                          |                                  |
| 시·종착역                          | ■ 보통                   | 아카호리 우쓰베 방면             |